# Кафрский орёл
Кафрский орёл (лат. Aquila verreauxii) — вид хищных птиц семейства ястребиных рода орлов, обитающий в Африке. Видовое название дано в честь французского ботаника и орнитолога Жюля-Пьера Верро.

## Ареал
Ареал — Африка, от юга Чада и кенийского парка Самбуру на севере до Финбоша и Драконовых гор на юге, обычно обитает в сухих местностях.

## Описание
Кафрский орёл — хищная птица с длиной тела 70—95 см, массой до 7 кг и размахом крыльев до 2,3 м. Основная добыча — млекопитающие среднего размера, особенно грызуны.